# 胡三順
胡三順，湖廣承宣布政使司黃州府蘄水縣（今湖北省浠水縣）人，清朝政治人物，同進士出身。
順治六年，登進士三甲第220名，后授山東登州府萊陽縣知縣。